# 科賈·錫南帕夏

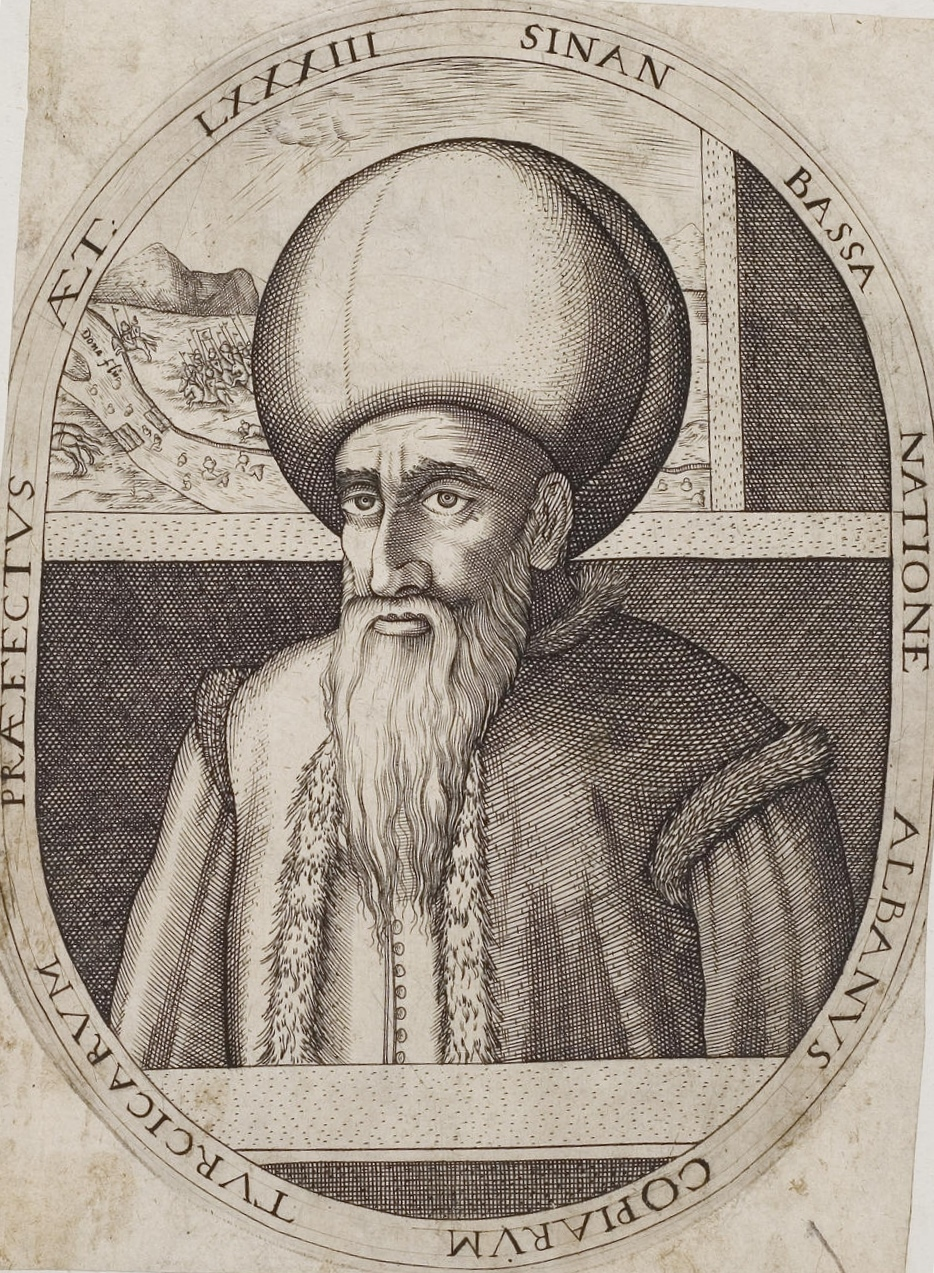
科賈·錫南帕夏肖像

科賈·錫南帕夏 （土耳其語：Koca Sinan Paşa，約1520年－1596年4月3日）是一名阿爾巴尼亞裔出身的奥斯曼帝国大維齊爾、軍事人物以及政治家。他自1580年起直到其去世為止，曾五度擔任大維齊爾一職。1594年，科賈·錫南帕夏下令在弗拉查尔高原焚燒圣萨瓦的遺體。
他也是阿拉伯世界商隊，橋樑，浴場和清真寺的主要建造者。